# Liam Cooper
Liam David Ian Cooper (ur. 30 sierpnia 1991 w Kingston upon Hull) – szkocki piłkarz występujący na pozycji obrońcy w angielskim klubie Leeds United oraz w reprezentacji Szkocji. Wychowanek Hull City, w trakcie swojej kariery grał także w takich zespołach jak Carlisle United, Huddersfield Town oraz Chesterfield.